# Потылиха (остановочный пункт)
Поты́лиха — бывший остановочный пункт Московской окружной железной дороги в Москве. Адрес: улица Потылиха д. 1. Всего на МОЖД было два остановочных пункта: Потылиха и Военное Поле.
Название произошло от слободы Потылиха, к концу XIX века превратившейся в дачную местность.
Располагается в районе Дорогомилово на улице Потылиха.
Самое высокое станционное здание на Малом кольце Московской железной дороги. Построено в 1905—1907 годах по индивидуальному проекту архитектора Александра Померанцева и инженера Лавра Проскурякова.
Здание комплексное. Соединяло в себе помещения для пассажиров, служебные квартиры и пост центрального управления стрелками. В этом районе железная дорога шла по высокой насыпи, поэтому от уровня 4 этажа вокзала к небольшому перрону вел ажурный чугунный мост (утрачен), по которому пассажиры проходили к поездам, как у вокзалов станций Воробьёвы горы и Пресня.
Остановочный пункт Потылиха был открыт в границах станции Воробьёвы Горы. Название «полустанок» здесь ошибочно: здесь не было дополнительных путей, не велось грузовой и маневровой работы.
Вблизи Потылихи отходила соединительная ветвь № 22 на разъезд № 17 Московско-Брянской ж.д. Исполнительный пост станции Воробьёвы Горы по обслуживанию этого примыкания находился в здании вокзала Потылиха. Позже это примыкание вошло в состав станции Кутузово, а с 2016 года — в границах станции Пресня. На месте бывшего разъезда №17 ныне станция Москва-Сортировочная-Киевская Киевского направления Московской ЖД.
С 1930-х годов, после окончательного прекращения пассажирского движения, о. п. исчезает с железнодорожных карт. Здание вокзала используется как жилое до полного обветшания.
В декабре 2004 года здание переводится из жилого фонда в нежилой и продаётся. Был проведён ремонт. Наружные фасады, в целом, сохранены.
Статус здания: выявленный объект историко-культурной ценности.